# 油蔥酥
油蔥酥或（炝）炒葱头是華人料理中最常使用的調味料之一。常見的做法是先將紅蔥頭切丁（也有人切片），再將紅蔥丁放入滾燙的豬油炸至金黃色（通常最後幾分鐘，開大火把油逼出來紅蔥丁才會酥）。最後將炸好的紅蔥丁撈起，並將它們鋪平在紙上風乾即可。
油蔥酥是臺灣各類料理中常用的調味料。